# Reserva natural estricta de Kobúleti
Reserva natural estricta de Kobúleti (georgià: ქობულეთი) és una àrea protegida del municipi de Kobúleti, regió d'Adjària, a Geòrgia, al llarg de la costa del mar Negre, a la part nord de la ciutat turística de Kobúleti. Les àrees protegides de Kobúleti es van establir el 1998 per preservar ecosistemes únics de zones humides reconegudes per la Convenció Ramsar.
Les àrees protegides de Kobuleti inclouen la Reserva natural estricta de Kobúleti i la Reserva gestionada de Kobúleti situades a la riba esquerra i dreta del riu Shavi Ghele (rierol negre) respectivament.
La reserva natural estricta de Kobúleti ocupa un territori vorejat pel riu Togoni al nord, la carretera Kobúleti - Ozurgeti a l'est, el riu Shavi Ghele al sud i els suburbis de Kobúleti a l'oest.

## Geografia
La reserva té una superfície plana amb una erosió menor pels rius Shavi Ghele i Togoni i per uns pocs desguassos. Es tracta d'una torbera que consisteix principalment en molsa de torba amb elevacions superficials amb prou feines perceptibles, que s'anomenen localment cúpules de torba. Aquestes elevacions menors s'eleven entre 1 i 3 m per sobre del seu entorn. Les torberes d'aquesta zona es compon d'una sola capa de torba amb un gruix des de 5 m fins a 9 m.

## Clima
La reserva té un clima subtropical marí humit amb alta humitat relativa i vents forts periòdics. Les precipitacions es produeixen principalment en forma de pluja amb una quantitat total anual de 1500-2500 mm. La tardor i l'hivern són les estacions humides principals.

## Flora
La reserva és molt rica en espècies vegetals. Moltes de les plantes són d'origen boreal i van aparèixer aquí durant l'era glacial del període quaternari. La major part de la zona està coberta de diverses molses de torba, en particular varietats d’espècies d'esfagnes, com ara la molsa d'esfagne blanc i la carissa imeretiana (Molinia litoralis), la carissa de bec blanc (Rhynchospora alba), la carissa de bec caucàsica (Rhynchospora caucasica), Carex riparia, el trèvol d'aigua (Menyanthes trifoliata) i l'herba de la gota (Drosera rotundifolia) per nomenar-ne alguns.
Les plantes locals de Còlquiques també creixen a les torberes, inclòs el rododendre pòntic (Rhododendron ponticum), el rododendre groc (Rhododendron luteum), Smilax excelsa i la rara i amenaçada falguera reial (Osmunda regalis).

## Fauna
Les àrees protegides de Kobúleti proporcionen un hàbitat per a les aus aquàtiques migratòries, que nidifiquen i hivernen, inclòs el becadell gros (Gallinago media), que figura a la Llista Vermella d'espècies amenaçades de la UICN,BirdLife International. «Gallinago media» (en anglès), 2017. [Consulta: 29 novembre 2020]. «2020-2» i moltes altres.
Els mamífers estan representats pel xacal, la llúdriga comuna, el teixó, el coipú, el llebre, el Ratolí de bosc, Apodemus, etc. La llúdriga comuna està inclosa a la Llista Vermella de Geòrgia.
Els amfibis estan representats pel gripau comú, el gripau verd i altres.
Els rèptils estan representats per la tortuga del Caspi, la ortuga d'escut africana, Natrix tessellata, la serp de collaret, el vidriol, Pseudopus apodus, Lacerta Strigata el llangardaix de ratlles (Lacerta Strigata), el tritó comú i altres.
La ictiofauna inclou espècies com el lluç de riu, el carpí, la perca de riu i Ariosoma mellissii.